# سیارک ۵۸۶۲
سیارک ۵۸۶۲ (به انگلیسی: 5862 Sakanoue، نامگذاری:1983AB) پنج هزار و هشتصد و شصت و دومین سیارک کشف شده‌است که در ۱۳ ژانویه ۱۹۸۳ کشف شد.
قدر مطلق سیارک برابر ۱۳٫۷۰ است.